# Le Printemps d'Helliconia
Le Printemps d'Helliconia (titre original : Helliconia Spring) est le premier roman, publié en 1982, de la trilogie d'Helliconia, écrite par Brian Aldiss, et dont le récit se situe sur une planète semblable à la Terre, Helliconia.

## Thème et place dans la trilogie
C'est une épopée relatant l'apogée et la chute d'une civilisation sur plus de mille ans, à mesure que la planète traverse ses saisons incroyablement longues, chacune durant plusieurs siècles.
La trilogie se compose des romans :
- Le Printemps d'Helliconia (1982),
- Helliconia, l'été (1983),
- L'Hiver d'Helliconia (1985).

L'action du premier roman a lieu sur le continent tropical, doté d’une riche biodiversité.

## Résumé
C'est la fin de l'hiver. Les Phagors sont dominants sur la planète. La plupart des humains vivent dans des tribus de chasseurs-cueilleurs. Yuli et son père Alehaw voyagent loin de leur famille pour chasser, mais ils sont attaqués par les Phagors, et Alehaw est fait prisonnier et traité en esclave.
Yuli se replie dans le sud, cherchant de la nourriture et de la protection. Il finit par arriver à Pannoval, une cité théocratique souterraine. Il devient membre des prêtres dirigeants de la ville, assiste au martyre du prophète Naab — dont la religion jouera un rôle important pour ses descendants — mais tombe amoureux et perd la foi. Il s'enfuit de la ville avec quelques hérétiques et, arrivant à l’air libre, ils découvrent alors que le climat de la planète s'est grandement radouci…
La roman narre les aventures de Youli et de ses descendants, qui vont construire une civilisation…

## Récompenses
- Prix British Science Fiction du meilleur roman 1982.
- Prix Kurd-Laßwitz du meilleur roman étranger 1984.
- Prix John-Wood-Campbell Memorial 1983.
- Prix Tähtivaeltaja pour la traduction finnoise de l'ensemble de la trilogie 1990.